# Championnat d'Angleterre de football 1899-1900
Navigation
Édition précédente Édition suivante
La 12e édition du championnat d'Angleterre de football est remportée par Aston Villa. 
C'est le cinquième titre de champion du club de Birmingham et le deuxième consécutif.
Le club de Glossop North End accède à la première division. C'est le club représentant la plus petite ville de l'histoire du football professionnel anglais. Sa présence dans l'élite anglaise ne dure qu'une seule saison.

## Les clubs de l'édition 1899-1900
| Club                                  | Ville               |
| ------------------------------------- | ------------------- |
| Aston Villa Football Club             | Birmingham          |
| Blackburn Rovers Football Club        | Blackburn           |
| Bolton Wanderers Football Club        | Bolton              |
| Bury Football Club                    | Bury                |
| Derby County Football Club            | Derby               |
| Everton Football Club                 | Liverpool           |
| Glossop North End                     | Glossop             |
| Liverpool Football Club               | Liverpool           |
| Manchester City                       | Manchester          |
| Newcastle United                      | Newcastle upon Tyne |
| Notts County Football Club            | Nottingham          |
| Nottingham Forest Football Club       | Nottingham          |
| Preston North End Football Club       | Preston             |
| Sheffield United Football Club        | Sheffield           |
| Stoke City Football Club              | Stoke-on-Trent      |
| Sunderland Association Football Club  | Sunderland          |
| West Bromwich Albion Football Club    | Birmingham          |
| Wolverhampton Wanderers Football Club | Wolverhampton       |

## Classement
| Rang | Équipe                  | Pts | J  | G  | N  | P  | Bp | Bc | Diff |
| ---- | ----------------------- | --- | -- | -- | -- | -- | -- | -- | ---- |
| 1    | Aston Villa             | 50  | 34 | 22 | 6  | 6  | 77 | 35 | +42  |
| 2    | Sheffield United        | 48  | 34 | 18 | 12 | 4  | 63 | 33 | +30  |
| 3    | Sunderland              | 41  | 34 | 19 | 3  | 12 | 50 | 35 | +15  |
| 4    | Wolverhampton Wanderers | 39  | 34 | 15 | 9  | 10 | 48 | 37 | +11  |
| 5    | Newcastle United        | 36  | 34 | 13 | 10 | 11 | 53 | 43 | +10  |
| 6    | Derby County            | 36  | 34 | 14 | 8  | 12 | 45 | 43 | +2   |
| 7    | Manchester City         | 34  | 34 | 13 | 8  | 13 | 50 | 44 | +6   |
| 8    | Nottingham Forest       | 34  | 34 | 13 | 8  | 13 | 56 | 55 | +1   |
| 9    | Stoke City              | 34  | 34 | 13 | 8  | 13 | 37 | 45 | -8   |
| 10   | Liverpool               | 33  | 34 | 14 | 5  | 15 | 49 | 45 | +4   |
| 11   | Everton                 | 33  | 34 | 13 | 7  | 14 | 47 | 49 | -2   |
| 12   | Bury                    | 32  | 34 | 13 | 6  | 15 | 40 | 44 | -4   |
| 13   | West Bromwich Albion    | 30  | 34 | 11 | 8  | 15 | 43 | 51 | -8   |
| 14   | Blackburn Rovers        | 30  | 34 | 13 | 4  | 17 | 49 | 61 | -12  |
| 15   | Notts County            | 29  | 34 | 9  | 11 | 14 | 46 | 60 | -14  |
| 16   | Preston North End       | 28  | 34 | 12 | 4  | 18 | 38 | 48 | -10  |
| 17   | Burnley                 | 27  | 34 | 11 | 5  | 18 | 34 | 54 | -20  |
| 18   | Glossop North End       | 18  | 34 | 4  | 10 | 20 | 31 | 74 | -43  |

|  | Champion d'Angleterre |
|  | Relégation            |

### Meilleur buteur
- William Garraty, Aston Villa, 27 buts

## Bilan de la saison
| Tableau d'Honneur                    |             |
| Compétition                          | Vainqueur   |
| Championnat d'Angleterre de football | Aston Villa |
| Coupe d'Angleterre de football       | Bury        |

| Promotions et relégations |                                |
| Promus                    | The Wednesday Bolton Wanderers |
| Relégués                  | Burnley Glossop North End      |

## Sources
- Classement sur rsssf.com